# Panicum subalbidum
Panicum subalbidum är en gräsart som beskrevs av Carl Sigismund Kunth. Panicum subalbidum ingår i släktet vipphirser, och familjen gräs. Inga underarter finns listade i Catalogue of Life.